# Карбон Блан
Карбон Блан (фр. Carbon-Blanc) насеље је и општина у југозападној Француској у региону Нова Аквитанија, у департману Жиронда која припада префектури Бордо.
По подацима из 2011. године у општини је живело 6941 становника, а густина насељености је износила 1798,19 становника/km². Општина се простире на површини од 3,86 km². Налази се на средњој надморској висини од 28 метара (максималној 55 m, а минималној 10 m).

## Демографија
| 1962. | 1968. | 1975. | 1982. | 1990. | 1999. | 2011. |
| ----- | ----- | ----- | ----- | ----- | ----- | ----- |
| 1.628 | 3.075 | 4.567 | 5.733 | 5.842 | 6.620 | 6.941 |

График промене броја становника у току последњих година